# Croissant perlé
Phyciodes tharos
Espèce
Synonymes
- Papilio cocyta Cramer, [1777][1]

Le Croissant perlé (Phyciodes tharos) est une espèce d'insectes lépidoptères (papillons) de la famille des Nymphalidae, de la sous-famille des Nymphalinae et du genre Phyciodes.

## Systématique
L'espèce Phyciodes tharos a été décrite par Dru Drury en 1773.

## Noms vernaculaires
Le Croissant perlé se nomme Pearl Crescent en anglais.

## Liste des sous-espèces
- Phyciodes tharos tharos
- Phyciodes tharos arcticus dos Passos, 1935 ;
- Phyciodes tharos pascoensis Wright, 1905[1].

## Description
Le Croissant perlé est un petit papillon (son envergure est comprise entre 21 et 45 mm) au dessus orange à bordure marron. Les ailes antérieures sont ornementées de taches et de lignes marron. Les ailes postérieures présentent une ligne submarginale de fins chevrons orange dans la bordure marron et une ligne submarginale de petits points marron. Les femelles, généralement, sont d'une couleur plus foncée que les mâles.
Le revers est plus clair, d'une couleur orange clair orné de quelques taches marron pour les antérieures, jaune clair pour les postérieures avec une bordure foncée contenant une marque argentée en forme de croissant,.

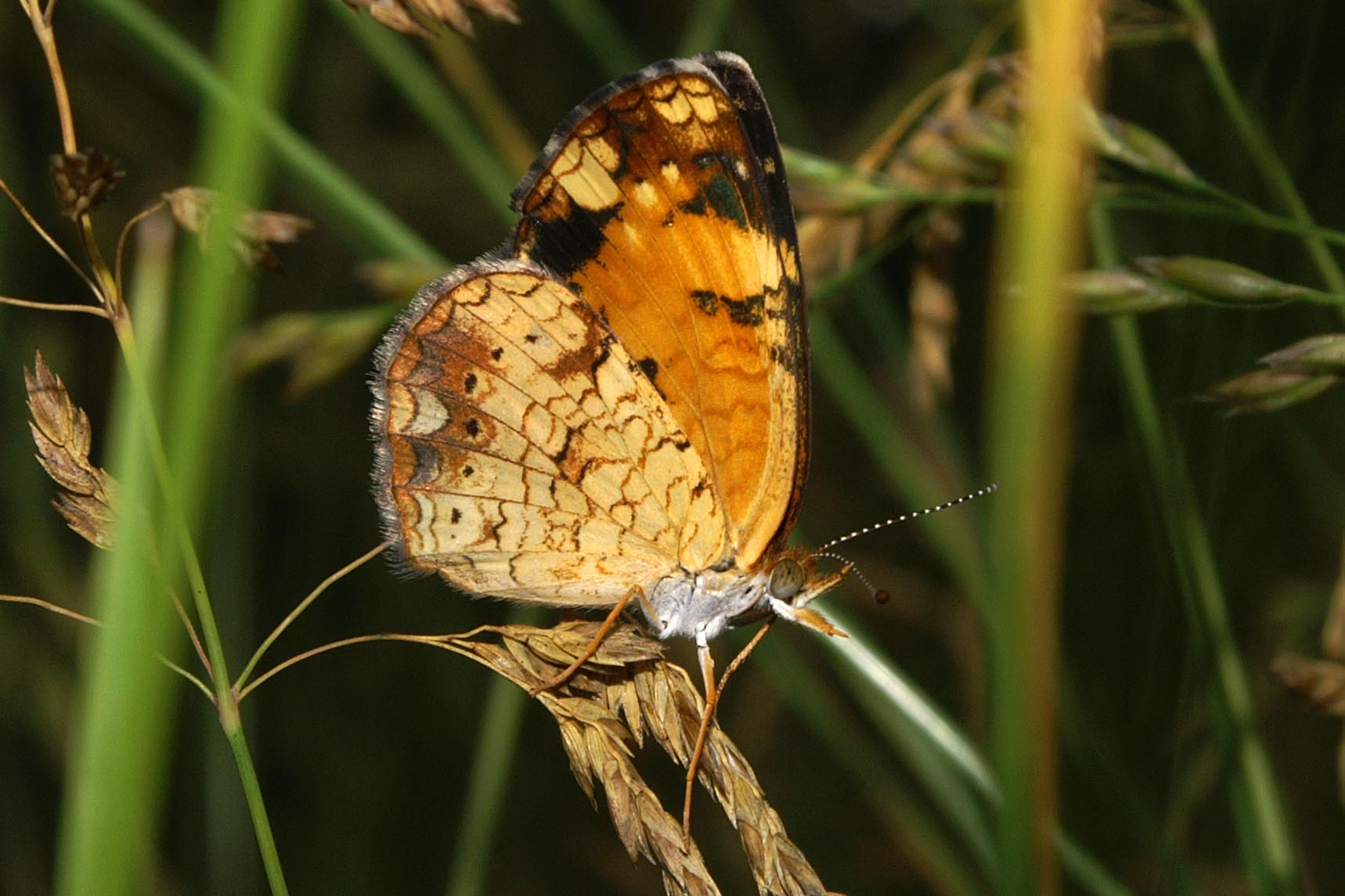
Revers du Croissant perlé.

### Chenille
La chenille, épineuse, est marron foncée ornée d'une bande jaune sur chaque flanc.

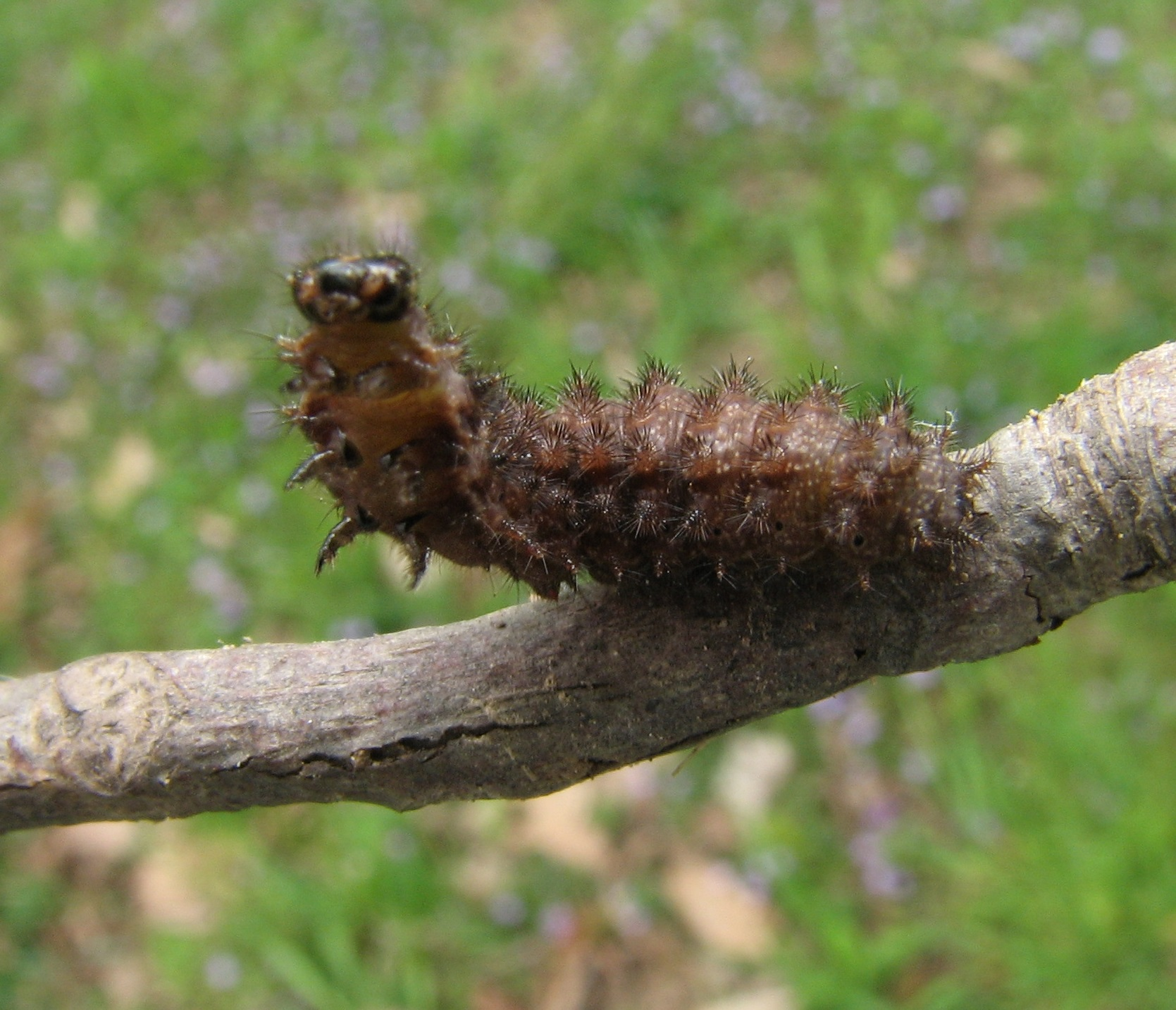
Chenille du Croissant perlé.

## Biologie

### Période de vol et hivernation
Le croissant perlé vole de mai à septembre en deux générations au Canada mais en plusieurs plus au sud et même toute l'année dans le sud de la Californie et au Mexique ,.
Il hiberne au troisième stade de la chenille

### Plantes hôtes
Les plantes hôtes des chenilles sont des asters, dont Aster laevis, Aster pilosus et Aster texanus.

## Écologie et distribution
Il est présent en Amérique du Nord au Canada en Ontario, sur tout le territoire des États-Unis, sauf la côte ouest, et au Mexique. Aux États-Unis la limite ouest de sa présence passe par le Montana, le Wyoming, l'Utah et l'Arizona.

### Biotope
Le Croissant perlé réside dans les espaces ouverts comme les pâturages, les bords de route, les terrains vagues, les champs, les bois de pins clairsemés, les prés secs.

### Protection
Pas de statut de protection particulier .

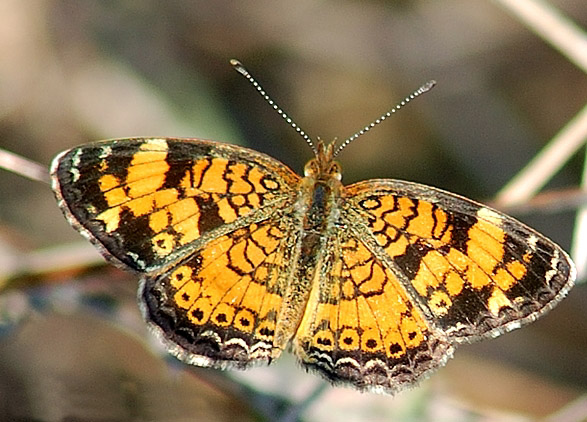
Croissant perlé.

### Articles connexes

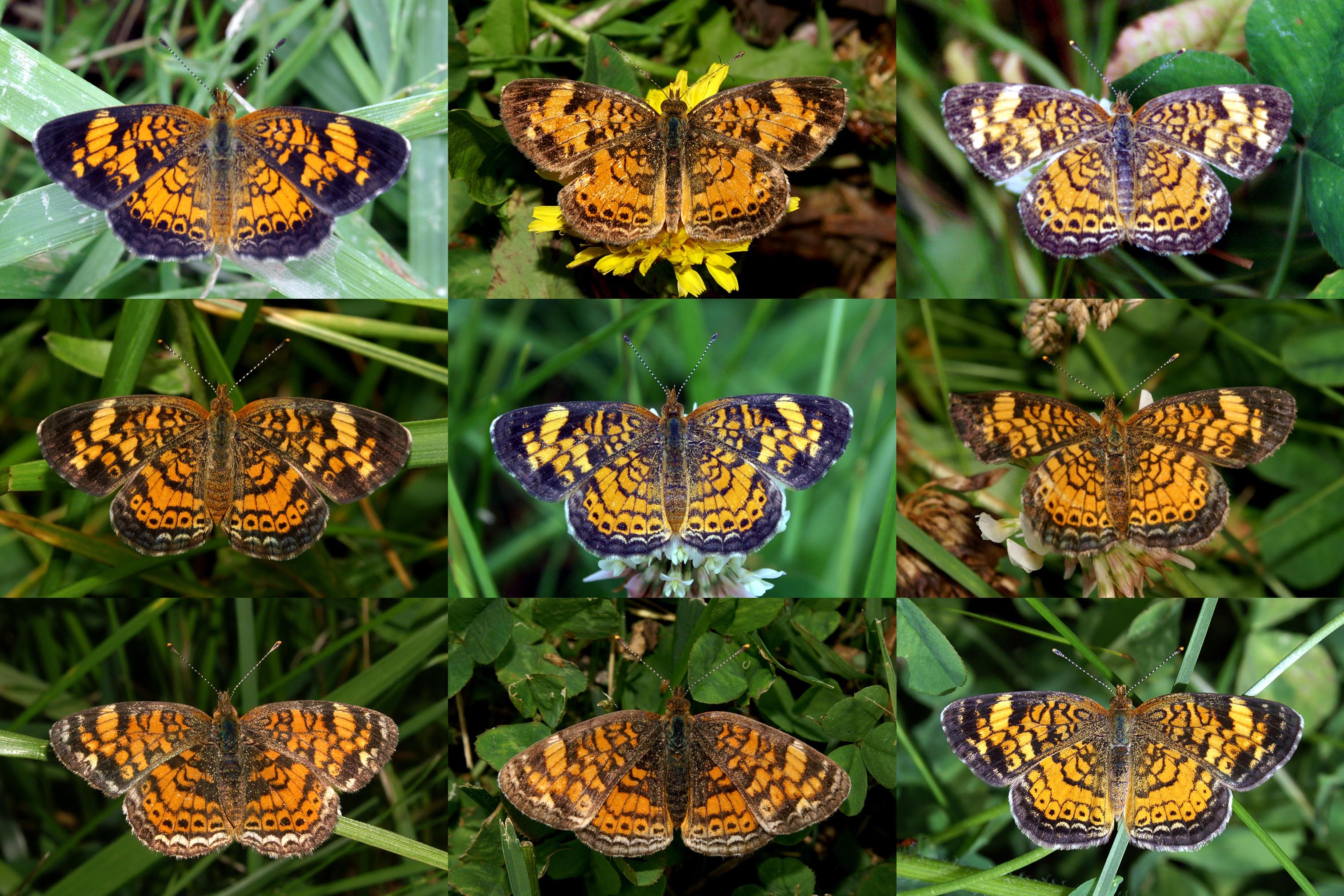
Variations de Croissant perlé

### Liens taxonomiques
- (en) Tree of Life Web Project : Phyciodes tharos
- (en) Catalogue of Life : Phyciodes tharos Drury, 1773 (consulté le 18 décembre 2020)